# حسن الأمين
حسن الأمين (1908 - 2002)، أديب وشاعر ورحالة وقاضٍ ومؤرّخ لبناني، عاش متنقلا بين دمشق والعراق ولبنان وهو ابن المرجع الشيعي محسن الأمين.

## ولادته ونشأته

### ولادته
ولد في دمشق في العام 1908 ميلادي.
وهو من أسرة علمية أصلها من بلدة شقرا العاملية (جنوب لبنان) كان والده (السيد محسن الأمين) قد هاجر إلى النجف لتحصيل العلوم الدينية فيها، وعاد واستقرّ في إحدى ضواحي دمشق حيث أسس فيها مدرسة عُرفت فيما بعد بالمدرسة المحسنية.

### نشأته وأبرز محطاته

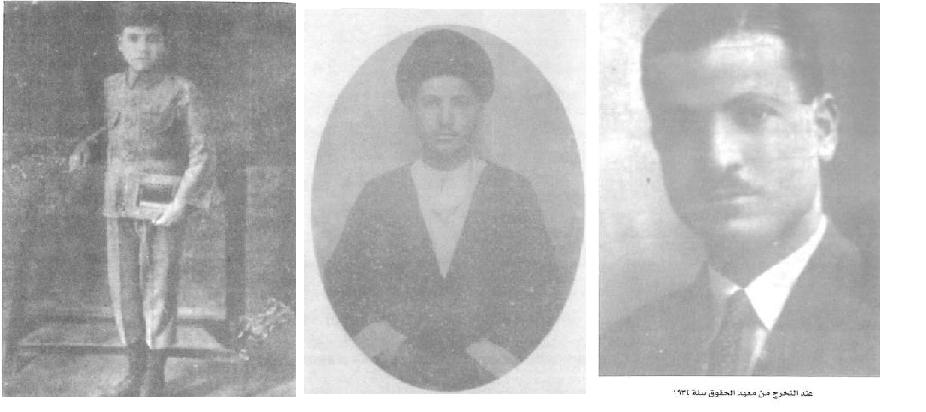
من اليمين: حسن الأمين عند تخرجه من كلية الحقوق، ومن ثم حسن الأمين بالزي الديني عند ذهابه للنجف، وفي اليسار حسن الأمين أيام دراسته في المدرسة العلوية

1. عاش بدايات طفولته في دمشق، وبقي فيها حتى اندلاع الحرب العالمية الأولى عام 1914 ميلادي.
2. خلال الفترة الممتدة من 1908 و1914 كان يتنقل مع عائلته بين دمشق (شتاء) وشقرا صيفا، وكانت العائلة تنتقل بين دمشق وجبل عامل بواسطة الخيل عن طريق بيروت - صور.
3. انتقل مع أسرة والده من دمشق إلى قريتهم شقرا في جبل عامل وذلك مع اندلاع الحرب العالمية الأولى عام 1914.
4. بعد انتهاء الحرب عاد مع والده إلى دمشق، والتحق بالمدرسة العلوية (التي أصبحت بعد ذلك المدرسة المحسنية) وكان انتسابه إليها في الصف الثالث الإعدادي وكان يبلغ من العمر آنذاك حوالي الحادية عشر من عمره. وكان متقدّما في اللغة العربية والأدب والتاريخ ومقصّرا في اللغة الأجنبية (الفرنسية) والحساب. وكان مدير المدرسة الأستاذ أديب التقي.
5. كتب أول مقال أدبي له في مجلة العرفان وهو في سنّ الخامسة عشرة من عمره وتوسّط له مدير المدرسة الأستاذ أديب التقي لنشره رغم عّلاته كما يعبّر السيد حسن الأمين.
6. في العام 1923 ميلادي وبينما كان في بلدته شقرا للاصطياف زار مدينة صور المفوّض السامي الفرنسي الجنرال (ويغان) فما كان من الفتى حسن الأمين إلا أن جهّز خطابا باللغة الفرنسية بمعاونة أحد الأطباء الذي عمل على الترجمة وتقدّم الصفوف وطالب الجنرال الفرنسي بإنشاء الطرقات والمستشفيات والمدارس. فأعجب الجنرال به.
7. عام 1924/1925 ميلادي عادت الأسرة إلى شقرا مرة أخرى وذلك بسبب الثورة السورية التي قامت ضد الفرنسيين.
8. عام 1927 ميلادي نصحه والده بالذهاب إلى النجف ومتابعة تحصيل العلوم الدينية فيها، فذهب معتمرا الطربوش على رأسه، إلا ان بعض معارفه نصحه ان يستبدل الطربوش بالعمامة مراعاة للتقاليد النجفية، ففعل ذلك لكنه لم يلبث في النجف أكثر من ثلاثة أسابيع غادر بعدها العراق وعاد إلى أسرته لأنه لم يقتنع بأساليب الدراسة هناك ولا بالبقاء في النجف.
9. في نفس العام (1927 ميلادي) تم تعيينه مساعدا قضائيا في المحكمة الشرعية في النبطية عبر بعض النافذين في تلك الأيام.
10. بعدها سنحت له الفرصة للالتحاق بالجامعة في دمشق من دون أن يكون قد انهى دراسته الثانوية. فقد تم الإعلان عن نظام خاص للطلاب غير السوريين يمكّنهم من التقدّم بالامتحانات الثانوية من غير أن يكونوا قد أتمّوا الدراسة الثانوية. فتقدّم للامتحان وتجاوزه وانتسب للجامعة وبدأ بدراسة الحقوق.
11. عام 1934 ميلادي أنهى دراسة الحقوق وتخرّج من الجامعة وكان عمره 26 عاما.
12. عام 1935 وهو في عمر السابعة والعشرين انخرط في العمل السياسي العلني ووقف بجانب عبد اللطيف الأسعد وعمل على إقناعه بالترشّح للمقد النيابي الذي شغر بوفاة النائب فضل الفضل. وقد تواجه عبد اللطيف الأسعد من آل الفضل المدعومين من (بشكوف) المستشار الفرنسي في صيدا. وقد خسر عبد اللطيف هذه الانتخابات.
13. بعد تخرّجه من الجامعة لم يمارس حسن الأمين مهنة المحاماة، ولم ينتسب إلى النقابة لما كانت تستلزمه من إتقان للغة الفرنسية التي لم يكن متقنا لها.
14. لم يجد في سوريا ولبنان عملا أو وظيفة رسمية، وذلك بسبب مناهضته للفرنسيين، مما اضطره للبحث عن العمل في العراق.
15. في العام 1938 ميلادي ذهب إلى العراق وأصبح أستاذا للأدب العربي في ثانوية الحلة.
16. في العام 1940 انتقل من الحلة إلى دار المعلّمين الريفية في الرستمية في ضواحي بغداد.
17. استمرّ في ضواحي بغداد أستاذا للأدب العربي حتى العام 1940 ميلادي. حيث غادر العراق
18. في العام 1942 تم تعيينه حاكما لمحكمة النبطية وذلك في أيلول من تلك السنة.
19. لم يمضِ عليه أكثر من سنتين في هذا السلك، ففي العام 1944 ميلادي اصطدم برؤسائه. فقد تم إلقاء القبض على مجموعة من اليهود تمرّ خلسة من الساحل اللبناني باتجاه فلسطين، وذلك في سياق الهجرات اليهودية التي أسست لقيام دولة (إسرائيل)، وكان يعاون هذه المجموعات اليهودية بعض المهرّبين اللبنانيين من أبناء المنطقة العارفين بالطرقات. فألقي القبض عليهم وكان القاضي آنذاك في النبطية هو حسن الأمين. رفض الأخير كل أشكال التدخّل التي مارسها السياسيون للإفراج عن هذه المجموعات وأصرّ على المحاكمة وعيّن جلسة وحكم عليهم بالمدة القصوى التي يسمح بها القانون آنذاك وهي ثلاثة شهور. وفي اليوم التالي استأنف بعض المحامين الحكم في صيدا، فتم نقل الموقوفين إلى صيدا وحكم القاضي في صيدا بتمييز قرار حسن الأمين وأفرج عن الموقوفين. كما وصدر قرار بنقله إلى زحلة وتسليمه مهام محكمة راشيا. فلم يرق هذا التدبير لحسن الأمين الذي تقدّم باستقالته من سلك القضاء.
20. في صيف 1945 ميلادي عاد إلى العراق أستاذا للأدب العربي في معهد (الملكة عالية) للبنات. وكان الشعر الحديث في أول أيامه آنذاك، فعمل على نشر قصائد لنازك الملائكة في مجلة العرفان وكانت أولى القصائد التي تُنشر لها، ومن دون علمها.
21. في العام 1949 وبعد أربعة أعوام قضاها في العراق أثّرت في شخصيته كثيرا، عاد إلى دمشق وأقام متنقلا بينها وبين بيروت وشقرا ولازم والده الذي توفي في العام 1952 ميلادي.
22. بعد وفاة والده عكف على متابعة إصدار سلسلة أعيان الشيعة التي كان السيد محسن الأمين قد وصل فيها إلى الحرف (سين).
23. وبعد فراغه من هذه السلسلة تفرّغ للكتابة والتأليف والبحث وأنتج أكثر من خمسين مؤلفا.
24. لم يتزُّج حسن الأمين ومات عازبا. رغم أنّه أحب أكثر من مرّة في حياته، ففي العراق كان له أكثر من حبّ، وفي الأرجنتين أحبّ إحدى الأديبات هناك، وفي خريف عمره كان يخلد إلى خلوة حميمة مع امرأة من عائلة مرموقة كانت تبادله الإعجاب والمودة والمحبة، وقد توفيت قبله فبكاها شعرا.
25. عُرف عنه رحلاته الكثيرة إلى أصقاع شتّى في العالم العربي والإسلامي. فزار فلسطين ومصر والعراق وإيران والهند والباكستان وتونس وفرنسا وأمريكا والأرجنتين.
26. رغم كثرة أسفاره إلا أنه لم يذهب للحجّ في مكة المكرّمة. وفي هذه تشارك مع أخوته هاشم وجعفر وعبد المطلب الذين لم يحجّوا إلى مكة المكرمة. ولم يشذّ عن القاعدة إلا أخ واحد لهم وهو محمد باقر. كما تمايز عن إخوته بقربه لوالده في حياته، واهتمامه بتراث السيد محسن الأمين بعد وفاته. كما عُرف عنه رصانته وبعده عن اللهو بعكس أخويه عبد المطلب وجعفر حيث أن شعرهما كان مطبوعا بالسخرية واللهو والانتقاد. أما في السياسة فقد تميّز عن إخوته أيضا ببعده عن التيارات اليسارية التي كانت سائدة في أيامه، ويُقال بأنه استشاط غضبا في إحدى التظاهرات في العراق عندما سمع تلميذة له تنادي بإحدى الشعارات الشيوعية، أما إخوته لا سيّما جعفر وهاشم فلا يخفى على أحد مدى ارتباطهم ومشاركتهم في الأحزاب اليسارية بل والشيوعية أيضا.

## وفاته
توفي عصر يوم الاثنين في 14-10-2002 ميلادي عن عمر ناهز التسعين عاما. ودفن في بلدته شقرا في جبل عامل. 
وقد أرّخ الشاعر العاملي عباس فتوني وفاته بالأبيات التالية: 

## حسن الأمين والسياسة

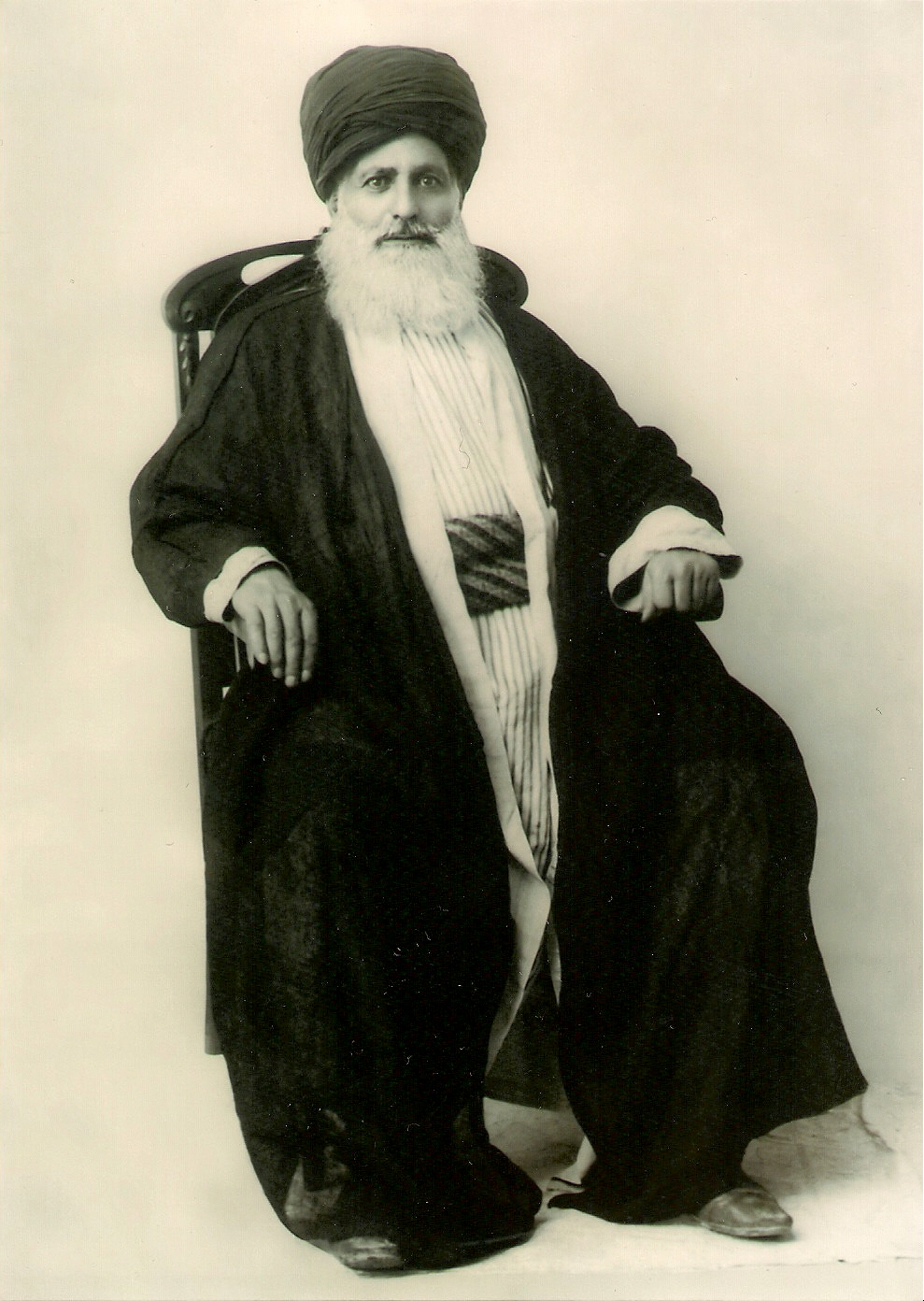
السيد محسن الأمين والد المؤرّخ السيد حسن الأمين

كان متحمّسا للقضايا العربية وللأمير فيصل في دمشق، ومناهضا للفرنسيين.
كان أول نشاط سياسي علني لحسن الأمين عند وفاة النائب فضل الفضل في النبطية، فشجّع حسن الأمين عبد اللطيف الأسعد بالترشّح ضد آل الفضل المدعومين آنذاك من (بشكوف) المستشار الفرنسي في صيدا. وقد اصطحب حسن الأمين عبد اللطيف الأسعد إلى دارة رياض الصلح لحثّه على الترشح. ويُشار إلى أن عبد اللطيف خسر الانتخابات بوجه آل الفضل.
بعد ذلك في العام 1960 ميلادي ترشّح حسن الأمين للانتخابات النيابية عن قضاء بنت جبيل متحالفا مع عبد اللطيف بيضون ضد آل الأسعد ولم يفز في تلك الانتخابات فانسحب من العمل السياسي بعد ذلك.
ورغم بعض تجاربه السياسية إلا انه لم يترك أثرا مكتوبا في العمل السياسي أو التجربة السياسية الخاصة به، بل تناول السياسة في عصره في معرض تناوله بعض النواحي الأدبية.

## حسن الأمين والرحلات
عرف عنه كثرة رحلاته وتنقلاته، فبعضها كان بدافع المعرفة وبعضها بدافع السياحة وبعضها بدافع جمع معلومات لموسوعاته وبعضها تلبية لدعوات وُجّهت إليه. وابرز هذه الرحلات: 
1. رحلات إلى العراق: عام 1927 و1938 و 1945
2. رحلة إلى فلسطين ومصر بعد استقالته من القضاء.
3. رحلات إلى إيران: عام 1958 و 1966 و 1988 و 1989 و 1993 وعام 1996 وكانت آخر رحلاته.
4. رحلة إلى شرق أفريقيا في أواخر العام 1964 وبداية العام 1965 ميلادي وقد شملت: القاهرة، نيروبي، دار السلام، أروشا، كليمانجارو، والعودة كانت عن طريق أديس أبابا.
5. رحلة إلى الباكستان في العام 1964 ميلادي.
6. رحلة إلى تونس
7. رحلة إلى بومباي في الهند.

## حسن الأمين والأدب
هو كاتب ومؤلف وأديب موسوعي الثقافة والإطلاع، عميق النظر والبحث، غزير التأليف والنشر.
أولى مقالاته كانت في سن الخامسة عشر من عمره في مجلة العرفان وقد قبل الشيخ أحمد عارف الزين نشرها رغم ما فيها من العّلات لتشجيع النشء على الكتابة.
بعد ذلك تعمّق في الأدب لكونه أستاذا للأدب العربي في ثانويات العراق لمدة تنوف على الثماني سنوات.
وقد كتب مقالات متفرقة في العرفان في مواضيع شتى من الجغرافيا إلى التاريخ والدين والاجتماع والأدب. كما كتب في مجلة العربي الكويتية أكثر من عشرين مقالا بعضها أثار جدلا واعتراضات.
وفي فترة وجوده في العراق شجّع الشاعرة نازك الملائكة والشاعر بدر شاكر السيّاب على كتابة الشعر الحديث بالتفعيلة الحرّة كما وعمل على نشر قصائد نازك الملائكة في مجلة العرفان من دون معرفتها.
كما انه ترك كتابا في الأدب العربي أسماه (قيم خالدة في التاريخ الأدبي)

## حسن الأمين والشعر
في بداياته وفي صباه كان يحفظ الكثير من الشعر حتى قبل التحاقه بالمدرسة العلوية.
أولى محاولاته الشعرية كانت في سن السادسة عشر في الذكرى الرابعة لمقتل يوسف العظمة الذي قضى في معركة ميسلون، حيث أثّر فيه هذا الاحتفال فأنطقه شعرا فقال (سلاما أيها الثاوي سلاما)
وفي أثناء دراسته كان ينظم الشعر الثوري والحماسي ضد الفرنسيين.
نشر الكثير من الشعر له في مجلة العرفان
وكانت مواضيع شعره تدور حول الوجدانيات والوطنيات والحنين والأسى والغزل وبعض الشؤون السياسية العامة.

## حسن الأمين والموسوعات
بداية اشتغاله في الموسوعات كان بعهد قطعه لوالده بإكمال سلسلة أعيان الشيعة التي كان والده قد وصل فيها إلى الحرف (سين).
فقبل أسبوعين من وفاة والده السيد محسن الأمين، وبعد إحدى الزيارات من احدهم بكى السيد محسن وطلب من ولده السيد حسن الأمين إحضار ورقة وقلم ففعل. وبعد قليل أعطاه الورقة وعليها أبياتا من الشعر:
فأثّرت هذه الأبيات بحسن الأمين، وتعهّد لوالده أن يكمل الموسوعة (موسوعة أعيان الشيعة) وان يقف حياته كلها عليها وكذلك فعل.
فبعد وفاة والده في 30 آذار 1952 ميلادي، انكب السيد حسن الأمين سنوات عدّة على الكتاب حتى أتمّه وجمع المخطوطات التي كانت مكتوبة وأعاد تصنيفها وترتيبها وإكمال نواقصها وكتابة ما لم يكتب وقد سافر إلى إيران والعراق مرارا جمعا للمعلومات حتّى وفّى بوعده أصدر الكتاب كاملا ثم استدرك عليه بعشرة اجزاء أيضا.
كما ألّف منفردا موسوعة أخرى من 26 جزءا، أسماها (دائرة المعارف الإسلامية الشيعية) وكان الباعث له على تأليفها، هو صدور (دائرة المعارف الإسلامية) من قبل بعض المستشرقين وما فيها من الأخطاء والتجاوزات العائدة بحسب السيد حسن الأمين إما لقلّة الإطلاع أو لسوء النية. فعمل على إصدار هذه الموسوعة ليتدارك تلك السقطات وليعرض للكثير من جوانب الفكر الإسلامي الشيعي التي غيبتها الموسوعات الأخرى.

## حسن الأمين المؤرّخ
كان يتوق لدراسة التاريخ ولكن نظرا لعدم وجود معهد للتاريخ والآداب في فترة دراسته في الجامعة اضطرّ لدراسة الحقوق.
كتب الكثير في التاريخ وجلّ كتبه ذات طابع تاريخي تحقيقي، فكتب في صلاح الدين والأيوبيين، وفي تاريخ جبل عامل، وحمد المحمود، وكتب عن المغول والإسماعيليين، كما كتب عن السلاجقة والصليبيين، ولم يفته التعرّض للأمين والمأمون وولاية العهد، ودولة الموحدين والغزو المغولي للبلاد الإسلامية.
وعندما كان قاضيا في النبطية نشر في مجلة الرسالة المصرية نصّا اعترض فيه على كتاب عباس محمود العقاد (عبقرية الإمام) وكانت أول مرة يسلّم فيها العقاد في حياته الأدبية بصواب معارضيه وهو المعروف بعناده وخاصة مع معارضيه.
كما نشر الكثير من المقالات التاريخية في مجلة العربي التي أثارت جدلا وغبارا.
وسجل مجموعة حلقات تليفزيونية مميزة لقناة المنار، كانت مواضيعها في التاريخ والأدب والشعر تحت اسم «حسن الأمين يروي»، منها حلقة حسن الأمين يروى آل حرفوش بعلبك«على اليوتيوب».
وكانت آخر مقالة كتبها وأرسلها للنشر ليلة وفاته حيث أرسل لمجلة (شؤون جنوبية) مقال تحدّث فيه عن شاعرين من صور هما عبد المحسن الصوري ومحمد الكراكجي.
بالإضافة إلى ما تقدّم نشر العديد من المقالات التاريخية أيضا في العرفان وكان له موقف ناقد لبعض القضايا التاريخية التي يعتبرها البعض من المسلمات ومثال على ذلك:
- أن معركة عين جالوت بين المغول والمماليك قادها الملك (قطز) وليس الظاهر بيبرس
- نظرته المغايرة لصلاح الدين الأيوبي. حيث يرى السيد حسن الأمين أنّ صلاح الدين بعد معركة حطين وقّع صلحا مع الصليبيين ومنحهم بموجبه الساحل الممتد من حيفا حتى صور. مع أنه كان بإمكانه متابعة القتال والتخلّص منهم نهائيا وهذا ما لم يفعله صلاح الدين بحسب السيد حسن الأمين. بل لجأ إلى تقسيم الممالك التي سيطر عليها بين قادة جنده وعائلته والمقربين منه، الذين ما لبثوا أن استعانوا بالصليبيين ضد بعضهم البعض بعد وفاة صلاح الدين، مما مهّد للصليبيين بإعادة الاستيلاء على القدس مرة ثانية بل وعلى عكا وبيت لحم والناصرة وغيرها من المدن وأخّر تحرير البلاد الإسلامية مئة عام. هذا الموقف الأخير من السيد حسن الأمين أثار عاصفة من الردود والتوضيحات وقد اتهمه البعض بالطائفية وباتهامات أخرى، إلا انه صنّف كتابا عن هذا الموضوع وظلّ متمسّكا بمواقفه.

## مؤلفاته
1. دائرة المعارف الإسلامية الشيعية (موسوعة- من ثلاثين جزءا)
2. الموسوعة الإسلامية (ست أجزاء)
3. مستدركات أعيان الشيعة (عشرة أجزاء)
4. الذكريات
5. عصر حمد المحمود (عن تاريخ جبل عامل)
6. من بلد إلى بلد
7. حل وترحال
8. الغزو المغولي
9. قيم خالدة في التاريخ والأدب
10. ثورات في الإسلام
11. ثورة إيران في أصولها الشيعية
12. دولة الموحدين
13. على دروب باكستان
14. صلاح الدين الأيوبي بين العباسيين والفاطميين والصليبيين
15. الرضا والمأمون وولاية العهد
16. الشهيد الأول محمد بن مكي
17. الإسماعيليون والمغول ونصير الدين الطوسي
18. الوطن الإسلامي بين السلاجقة والصليبيين
19. إطلالات على التاريخ
20. جبل عامل السيف والقلم
21. جنكيز وهولاكو والغزو المغولي للبلاد الإسلامية
22. ذكريات قضائية ووقفات عاطفية
23. سراب الاستقلال في بلاد الشام
24. صراعات في الشرق الأوسط
25. غارات على بلاد الشام
26. في خضم التاريخ
27. مقالات في التاريخ والأدب
28. من التاريخ قديما وحديثا
29. من نوابغ خراسان
30. من دفتر الذكريات الجنوبية
31. لمحات من تاريخ التشيّع
32. مظاهرات وثورات وحروب عربية
33. سيرة السيد محسن الأمين
34. نصوص القرآن في أمناء الرحمن

## الوصلات الخارجية
- للإطلاع على ترجمة حسن الأمين في معجم البابطين
- حل وترحال - السيد حسن محسن الأمين - ذكريات السيد حسن محسن الامين
- حسن الأمين رحالة وأديبا ومؤرخا - إحسان شرارة
- «إحدى حلقات حسن الأمين يروي »- على اليوتيوب
- حسن الأمين: قصة أبي ذر في جبل عامل أسطورة من الأساطير- على اليوتيوب